# Debates Passos-Costa

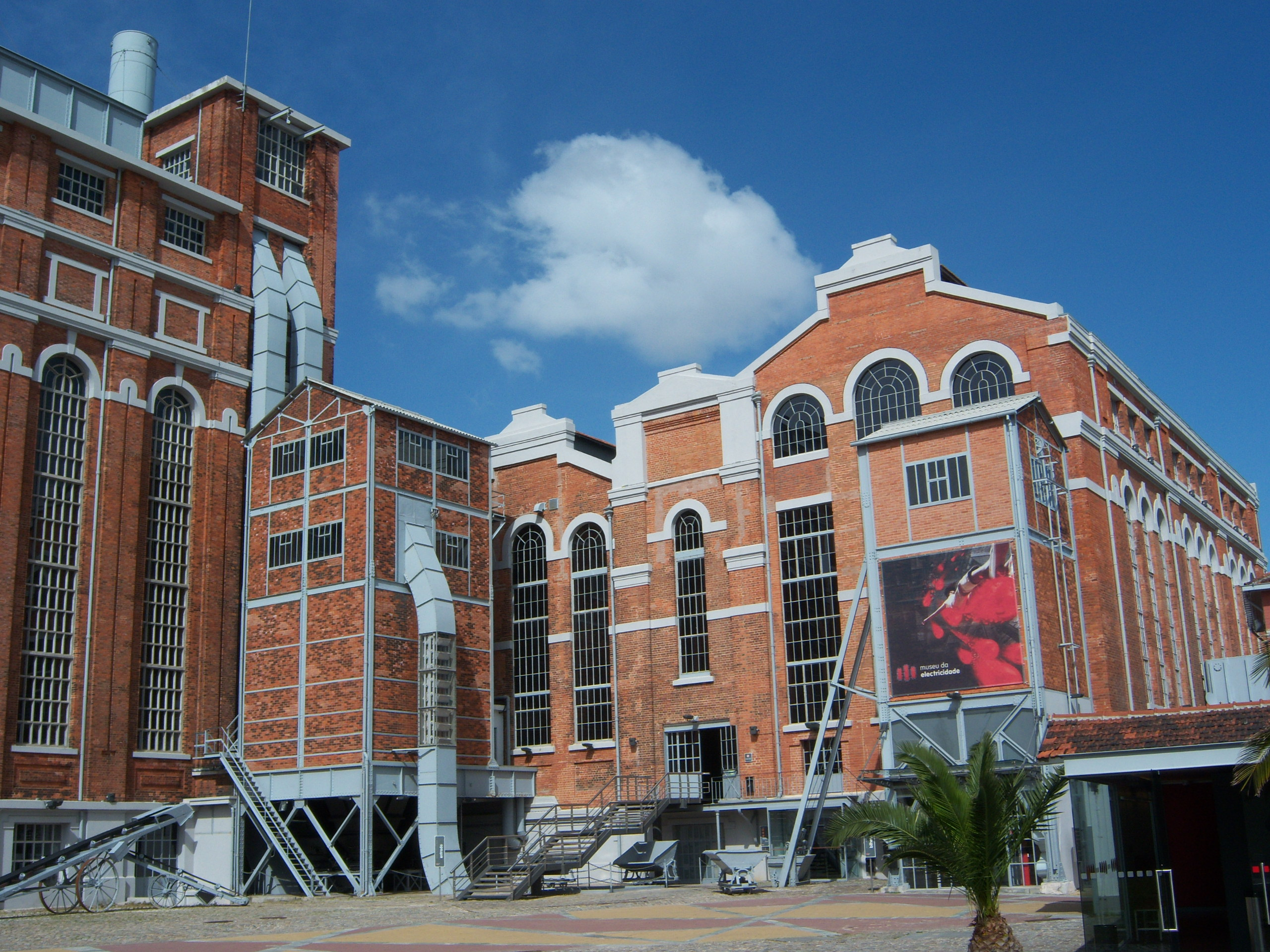
Museu da Electricidade, local da realização dos debates

Os debates Passos-Costa foram uma série de debates, ocorridos no dia 9 de setembro de 2015, transmitido na RTP1, RTP Informação, SIC, SIC Notícias, TVI, TVI24 e Antena 1, e no dia 17 de setembro de 2015 na TSF, Antena 1 e RR, entre o secretário-geral do Partido Socialista, António Costa e o líder do PSD, Pedro Passos Coelho. 

## Primeiro debate
O primeiro debate foi considerado um debate "histórico", pois foi a primeira vez que os três principais canais em sinal aberto (a RTP1, a SIC e a TVI) emitiram em simultâneo um debate político. O frente-a-frente entre os dois candidatos a primeiro-ministro nas eleições legislativas, Pedro Passos Coelho e António Costa, teve início às 20 horas e 25 minutos, em direto do Museu da Electricidade, em Lisboa, no dia 9 de setembro de 2015. O confronto teve a duração de 1 hora e 30 minutos.
A moderar estiveram três dos principais rostos da informação: João Adelino Faria (RTP), Clara de Sousa (SIC) e Judite Sousa (TVI). Os temas que marcaram o debate foram o Governo de Passos Coelho, a dívida, José Sócrates, o emprego, a emigração, a mistificação com a troika, impostos, o plafonamento da Segurança Social, os lesados do BES, o plafonamento das pensões e o Serviço Nacional de Saúde.

## Segundo debate
O segundo debate realizou-se no dia 17 de setembro de 2015 na TSF, Antena 1 e RR, moderado por Paulo Baldaia, Maria Flor Pedroso e Graça Franco. Este debate, tal como o primeiro, também foi marcante, porque foi a primeira vez que as 3 principais rádios de informação do país transmitiram um debate em simultâneo.